# Alexander Skarsgård
Pour les articles homonymes, voir Skarsgård.
 (juillet 2024).
Si vous disposez d'ouvrages ou d'articles de référence ou si vous connaissez des sites web de qualité traitant du thème abordé ici, merci de compléter l'article en donnant les références utiles à sa vérifiabilité et en les liant à la section « Notes et références ».
Alexander Skarsgård [alɛkˈsǎnːdɛr ˈskɑːʂɡoːɖ ]  est un acteur suédois, né le 25 août 1976 à Stockholm.
Il est principalement connu pour son rôle d'Eric Northman dans la série télévisée True Blood. 
Il a également joué dans la minisérie Generation Kill et a incarné Tarzan dans le film homonyme sorti au cinéma en 2016.
En 2017, il remporte l'Emmy Award du meilleur second rôle masculin dans une mini-série pour son rôle dans Big Little Lies.
En 2022, il est à l'affiche du film The Northman de Robert Eggers.

## Biographie

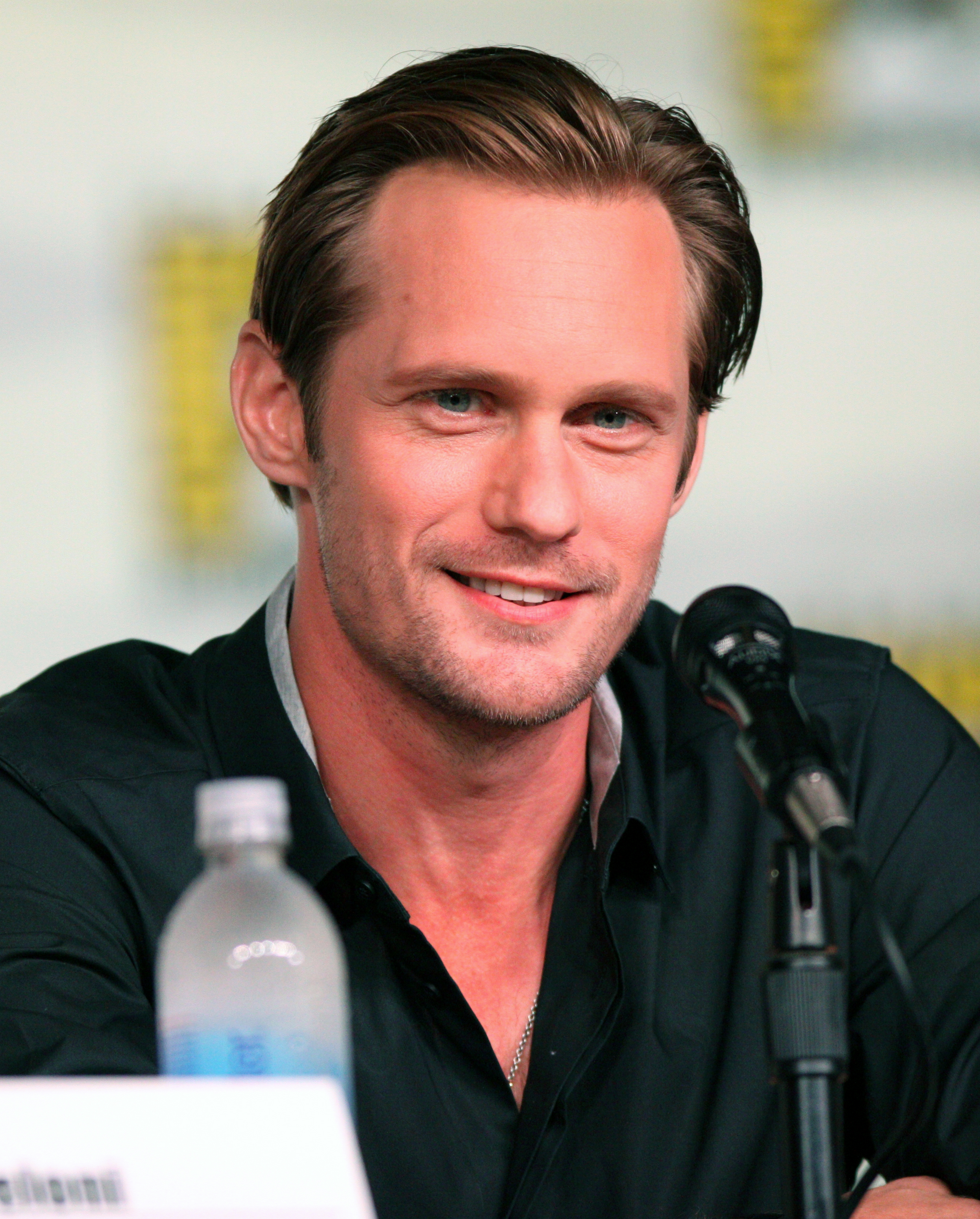
Alexander Skarsgard au Comic-Con de San Diego en 2012.

Alexander Skarsgård est né le 25 août 1976 à Stockholm, dans le quartier de Vällingby. 
Il est le fils de l'acteur Stellan Skarsgård et du docteur My Skarsgård. 
Il a quatre frères cadets et une sœur cadette, dont Gustaf, Valter et Bill qui incarne le clown Pennywise dans le film d'horreur adapté du roman de Stephen King, Ça. 
Il a également deux demi-frères nés du remariage de son père.

### Carrière
Enfant acteur dans les années 1980, Alexander Skarsgård se fait connaître à l'âge de treize ans, pour son rôle dans The Dog That Smiled. Ne se sentant pas à l'aise avec la  notoriété, il étudie plus tard la science politique pendant six mois à Leeds Beckett University. 
Il travaille en parallèle dans un café et fait du mannequinat. Il fait également son service militaire pendant dix-huit mois dans la Marine (grade de sergent).
Pendant quelques années, il rejette les propositions de rôle, mais en 1997, alors qu'il est âgé de vingt et un ans, sa passion pour la comédie se fait de plus en plus ressentir et il intègre ainsi l'école d'art dramatique Marymount Theatre School à New York. 
Deux années plus tard, le jeune homme retourne en Suède où il décroche plusieurs rôles dans des séries et films suédois populaires. 
Au fil des années, il devient l'un des acteurs les plus connus de son pays.
C'est à partir de 2001 qu'il commence à se faire connaître du public mondial grâce à ses rôles dans des productions internationales telles que Opération Matchbox ou bien dans la comédie Zoolander de Ben Stiller. 
En 2003, il est nommé pour le Prix Guldbagge pour son rôle dans la comédie romantique suédoise The Dog Trick.
En 2007, il passe plusieurs mois aux côtés de James Ransone et Lee Tergesen à Maputo au Mozambique, en Afrique, pour le tournage de la minisérie Generation Kill.
La chaîne HBO renouvelle son partenariat avec lui et lui propose en 2008 un rôle dans la série True Blood d'Alan Ball, pour le personnage d'Eric Northman, un vampire millénaire aux origines viking. La série est largement inspirée de la saga littéraire de Charlaine Harris, La Communauté du Sud, qui compte déjà treize tomes. 
En 2010, il fait la couverture du magazine VMan qui titre à son propos : « From True Blood, To True Hollywood Star », le plaçant ainsi au rang des acteurs les plus en vue d'Hollywood.
En 2012, il joue dans le film de science-fiction Battleship avec Rihanna, Taylor Kitsch et Liam Neeson, qui est un échec commercial. 
En 2013, il joue dans Disconnect et The East aux côtés d'Elliot Page.
Il incarne Tarzan dans le film homonyme de David Yates sorti en 2016 aux côtés de Margot Robbie, Christoph Waltz, Samuel L. Jackson et Djimon Hounsou. Il est ainsi le vingt-et-unième acteur à interpréter Tarzan au cinéma.
Le 17 septembre 2017, lors de la 69e cérémonie des Primetime Emmy Awards, il remporte l'Emmy Award du meilleur second rôle masculin dans une mini-série pour son rôle dans la série Big Little Lies diffusée sur HBO. Il y interprète le mari de Nicole Kidman.
En 2021, il rejoint le casting de la série HBO Succession au cours de la saison 3 et 4.
En 2022, il incarne un prince nordique dans le film The Northman réalisé par Robert Eggers.

### Vie privée
Alexander Skarsgård a eu une relation avec Alexa Chung entre 2015 et 2017.
Depuis 2019, il est en couple avec l'actrice suédoise Tuva Novotny. Ensemble, ils ont un enfant né en 2022.

## Filmographie

### Acteur

#### Longs métrages
- 1984 : Åke and His World d'Allan Edwall : Kalle Nubb
- 1989 : The Dog That Smiled (Hunden som log) (moyen-métrage) de Rumle Hammerich : Jojjo
- 1999 : Happy End de Christina Olofson : Bamse Viktorsson
- 2000 : The Dog Trick (Hundtricket) (court métrage) de Christopher Panov : Micke
- 2000 : The Diver (Dykaren) d'Erik Gustavson : Ingmar
- 2000 : White Water Fury (en) (Järngänget) de Jon Lindström (sv) : Anders
- 2000 : Wings of Glass (Vingar av glas) de Reza Bagher : Johan
- 2001 : Kites Over Helsinki (Drakarna över Helsingfors) de Peter Lindholm : Robin Åström
- 2001 : Zoolander de Ben Stiller : Meekus
- 2004 : Heartbeat (Hjärtslag) (court métrage) de Martin Lima de Faria et Anette Skahlberg : Le pilote
- 2005 : Double Shift (Som man bäddar) de Maria Essen : Nisse
- 2005 : Opération Matchbox (The Last Drop) de Colin Teague : Lt. Jergen Voller
- 2005 : Om Sara d'Osmond Karim : Kalle Öberg
- 2006 : Never Be Mine (court métrage) de Maria Tornberg : Christopher
- 2006 : Kill Your Darlings de Björne Larson : Geert
- 2006 : Exit de Peter Lindmark : Fabian von Klerking
- 2007 : Järnets änglar d'Agneta Fagerström-Olsson : Stefan
- 2009 : Metropia de Tarik Saleh : Stefan (voix)
- 2010 : Puss (Trust me) de Johan Kling : Alex
- 2010 : 13 de Gela Babluani : Jack
- 2011 : Melancholia de Lars von Trier : Michael
- 2011 : Chiens de paille (Straw Dogs) de Rod Lurie : Charlie Venner
- 2012 : Battleship de Peter Berg : Stone Hopper
- 2012 : What Maisie Knew de Scott McGehee et David Siegel : Lincoln
- 2013 : Disconnect de Henry Alex Rubin : Derek Hull
- 2013 : The East de Zal Batmanglij : Benji
- 2014 : The Giver de Phillip Noyce : le père de Jonas
- 2015 : Hidden de Matt Duffer : Ray
- 2015 : The Diary of a Teenage Girl de Marielle Heller : Monroe
- 2016 : Zoolander 2 de Ben Stiller : Adam
- 2016 : Tarzan de David Yates : John Clayton / Tarzan
- 2016 : War on Everyone : Au-dessus des lois (War on Everyone) de John Michael McDonagh : Terry Monroe
- 2018 : Mute de Duncan Jones : Leo Beiler
- 2018 : Aucun homme ni dieu (Hold the Dark) de Jeremy Saulnier : Vernon Sloane
- 2018 : The Wall Street Project (The Hummingbird Project) de Kim Nguyen : Anton Zaleski
- 2018 : Crime de guerre (The Kill Team) de Dan Krauss : Sergent Deeks
- 2019 : Cœurs ennemis (The Aftermath) de James Kent : Stefan Lubert
- 2019 : Séduis-moi si tu peux ! (Long Shot) de Jonathan Levine : James Steward
- 2021 : Godzilla vs Kong d'Adam Wingard : Nathan Lind
- 2021 : Clair-obscur (Passing) de Rebecca Hall : John Bellew
- 2022 : The Northman de Robert Eggers : Amleth
- 2023 : Infinity Pool de Brandon Cronenberg : James Foster
- 2023 : Lee Miller d'Ellen Kuras : Roland Penrose
- 2023 : Eric LaRue de Michael Shannon : Ron LaRue
- 2025 : Pillion de Harry Lighton : Ray

#### Télévision

##### Téléfilms
- 1987 : Idag röd de Jonas Cornell : Pojken

##### Séries télévisées
- 1999 : Vita lögner : Marcus Englund
- 2000 : D-dag : Lise's stepson
- 2000 : Judith (mini-série) (épisode 2) : Ante Lindström
- 2005 : Révélations (Revelations) : Gunnar Eklind
- 2006 : Score (Cuppen) (téléfilm) d'Allan Gustafsson et Rolie Nikiwe : Micke
- 2007 : Golden Brown Eyes (Leende guldbruna ögon) : Le chanteur des Boogey Knights
- 2008 : Generation Kill : Sergent Brad "Iceman" Colbert
- 2008-2014 : True Blood : Eric Northman
- 2013 : Kenny Powers (saison 4, épisode 8 Chapitre 29) :  Toby Powers adulte
- 2017-2019 : Big Little Lies : Perry Wright
- 2018 : Drunk History (saison 5, épisode 1 Heroines) : Dr. James Dunn
- 2018 : The Little Drummer Girl : Gadi Becker
- 2019 : On Becoming a God in Central Florida (saison 1, épisode 1 The Stinker Thinker) : Travis Stubbs
- 2020-2021 : Le Fléau : Randall Flagg[6]
- 2021-2023 : Succession (saisons 3 et 4) : Lukas Matsson
- 2022 : Atlanta (saison 3, épisode 10) : lui-même
- 2022 : L'Hôpital et ses fantômes (Riget) (mini-série) (saison 3, épisodes 2 et 4) : l'avocat suédois
- 2022 : Documentary Now ! (saison 4, épisodes 1 et 2 Soldier of Illusion) : Rainer Wolz
- 2024 : Mr. et Mrs. Smith (Mr. & Mrs. Smith) (saison 1, épisode 1 First Date) : le premier John
- 2024 : What We Do in the Shadows (saison 6, épisode 9 Come Out and Play) : Eric Northman
- 2025 : Murderbot : Murderbot (également producteur délégué)

##### Clips
- 2009 : Paparazzi de Lady Gaga, réalisé par Jonas Akerlund : l'amant de Lady Gaga
- 2013 : Free Your Mind de Cut Copy, réalisé par Christopher Hill : le protagoniste

##### Publicité
- 2012 : Encounter pour Calvin Klein, réalisé par Fabien Baron : le séducteur

### Réalisateur
- 2003 : To Kill a Child (coréalisé avec Björne Larson)

## Distinctions

### Récompenses
- Festival international du film d'Odense 2003 : Lauréat du Grand Prix pour To Kill a Child  partagé avec Björne Larson
- Festival international du film d'Odense 2003 : Lauréat du Prix Press pour To Kill a Child partagé avec Björne Larson
- Satellite Awards 2009 : Meilleure distribution dans une série télévisée d'horreur pour True Blood
- Scream Awards 2009 : meilleur méchant dans une série télévisée d'horreur pour True Blood
- Scream Awards 2010 : meilleur acteur dans une série télévisée d'horreur pour True Blood
- Scream Awards 2011 : meilleur acteur dans une série télévisée d'horreur pour True Blood
- Festival international du film des Hamptons 2011 : meilleur espoir pour Melancholia
- Primetime Emmy Awards 2017 : Meilleur acteur dans une mini-série ou un téléfilm pour Big Little Lies
- Critics' Choice Awards 2018 : Meilleur acteur dans une mini-série pour Big Little Lies
- Golden Globes 2018 : Meilleur acteur dans un second rôle dans une série, une mini-série ou un téléfilm pour Big Little Lies
- Screen Actors Guild Awards 2018 : Meilleur acteur dans une mini-série ou un téléfilm pour Big Little Lies

### Nominations
- Saturn Awards 2010 : Meilleur acteur dans un second rôle dans une série télévisée d'horreur pour True Blood
- Screen Actors Guild Awards 2010 : Meilleure distribution pour une série dramatique pour True Blood
- Scream Awards 2010 : meilleure distribution dans une série télévisée d'horreur pour True Blood
- Dorian Awards 2010 : meilleur espoir dans une série télévisée d'horreur pour True Blood
- Teen Choice Awards 2011 : Meilleur vampire dans une série télévisée d'horreur pour True Blood
- Chainsaw Awards 2012 : meilleur acteur dans un second rôle dans un thriller dramatique pour Chiens de paille
- Robert Festival 2012 : Robert du meilleur acteur dans un second rôle pourMelancholia
- Golden Globes 2024 : Meilleur acteur dans un second rôle dans une série, une mini-série ou un téléfilm pour Succession

## Voix francophones
En France, Nessym Guetat et Valentin Merlet sont les voix françaises régulières d'Alexander Skarsgård.
Au Québec, il est doublé par Frédéric Paquet.
En France
| - Nessym Guetat dans : - True Blood (série télévisée) - Chiens de paille - Disconnect - Battleship - The Diary of a Teenage Girl - Big Little Lies (série télévisée) - Aucun homme ni dieu - Cœurs ennemis - Crime de guerre (en) - Clair-obscur - Lee Miller - Murderbot (série télévisée) - Valentin Merlet dans : - Melancholia - The Giver - Tarzan - War on Everyone : Au-dessus des lois - Mute - The Little Drummer Girl (mini-série) - Succession (série télévisée) | - Guillaume Lebon dans (les séries télévisées) : - Generation Kill - The Stand - Gilduin Tissier dans : - The Northman - Infinity Pool Et aussi - Benjamin Pascal dans Zoolander - Jean-Marco Montalto dans Opération Matchbox - Nicolas Buchoux dans 13 - Nicolas Matthys dans The East - Jonathan Amram dans Kenny Powers (série télévisée) - Valéry Schatz dans Séduis-moi si tu peux ! - Julien Allouf dans Godzilla vs Kong - Loïc Guingand dans Mr. et Mrs. Smith (série télévisée) |

Au Québec
| - Frédéric Paquet dans : - 13 - Bataille navale - Le Passeur - L'abri - Un bon coup - Godzilla vs Kong - L'Homme du Nord - Débordement - Lee | - Frédérik Zacharek dans : - La légende de Tarzan - Le projet Hummingbird Et aussi - Louis-Philippe Dandenault dans Les Chiens de paille |